# Fibre acrylique
Pour les articles homonymes, voir Acrylique.

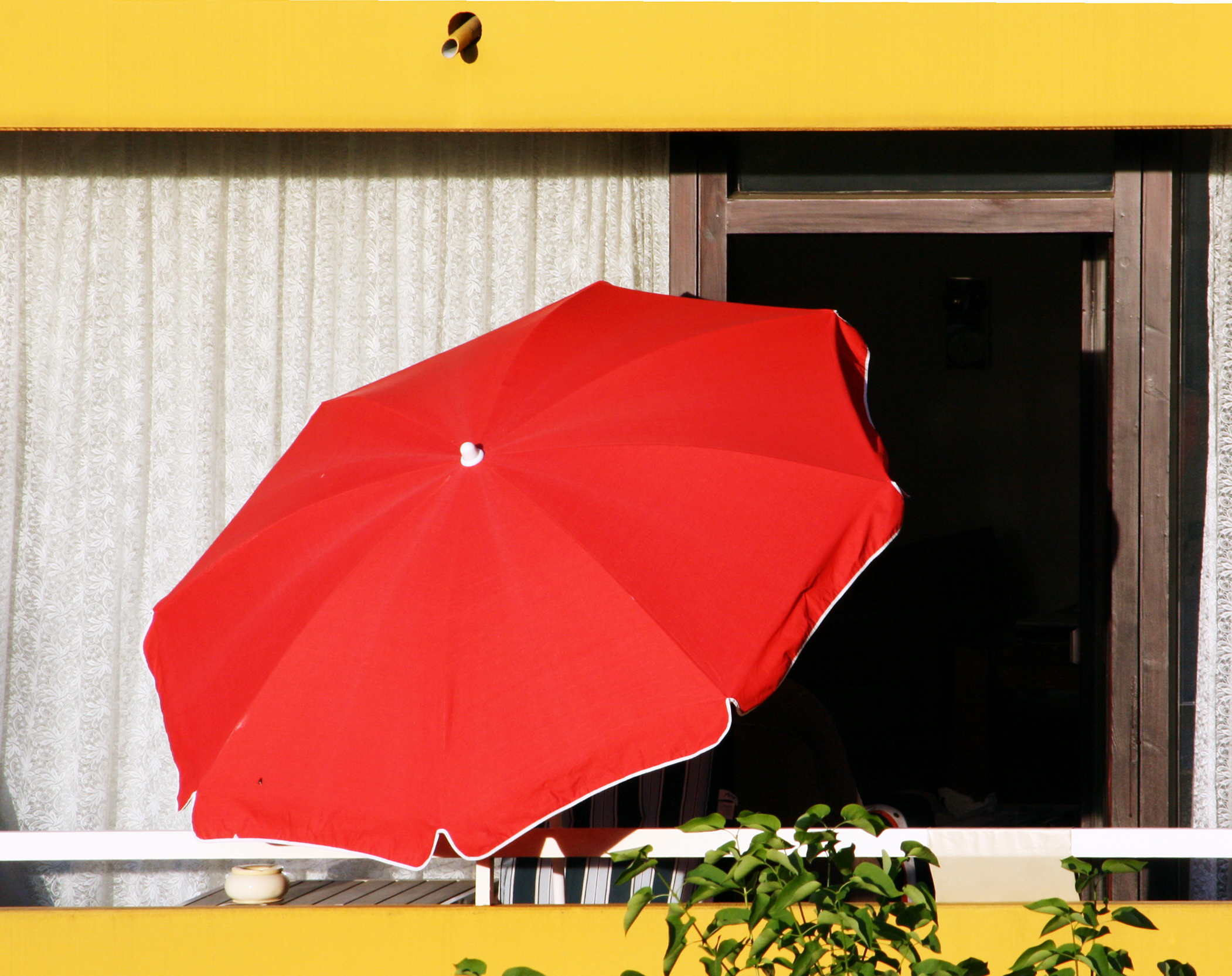
Parasol en tissu acrylique.

La fibre acrylique est une fibre très utilisée dans le domaine du textile, elle est produite par la polymérisation de la molécule d’acrylonitrile (CH2=CH-CN).
Elle est caractérisée par un toucher doux et soyeux, infeutrable, d’une grande légèreté, possède une stabilité aux plis, perd peu de ses propriétés en phase aqueuse, a un bon pouvoir couvrant qui permet de nombreux types de teintures et résiste aux ultraviolets.
Cette fibre est employée seule ou avec de la laine, du coton, de la soie ou une autre fibre synthétique. Elle permet la fabrication d'articles qui ne nécessitent pas de repassage et sèchent vite, de vêtements de travail (résistance  aux acides), de couvertures (pouvoir adiathermique élevé) et s'ouvre au domaine de la confection (infroissabilité). Elle entre également dans le secteur des revêtements de sol (résistance à l'usure).

## Synthèse
On obtient de la fibre acrylique par un processus de polyaddition, ayant comme monomère l'acrylonitrile (85 % de la masse formée).
La fabrication des fibres acryliques est réalisée par deux procédés de base de filage :
- filage à sec : on dissout la matière destinée à être filée dans un solvant, on extrude la solution obtenue à travers une filière puis on laisse le solvant s’évaporer. Par la suite on coupe en filaments continus la matière devenue solide par l’évaporation. Enfin on coupe les filaments en fibres discontinues ;
- filage humide : on extrude la solution de filage dans un bain de coagulation solidifiant cette solution en filaments continus qui seront étirés, séchés et apprêtés.

Il existe différentes sortes de fibres acryliques synthétisées (high bulk, non bulk).

## Quelques dangers
Le grand danger causé par cette matière est dû à sa combustion, au cours de laquelle elle libère deux gaz :
- CO2 (dioxyde de carbone) ;
- HCN (cyanure d'hydrogène ou acide cyanhydrique).

Le CO2 peut être dangereux (asphyxie), par contre le HCN est un gaz extrêmement toxique pour l'être humain et peut entrainer de graves complications pour l'organisme.
Plus insidieux, les textiles acryliques dans une machine à laver relarguent une grande quantité de fibres synthétiques, beaucoup plus que le coton, mais avec des conséquences nocives pour les milieux aquatiques. Les stations d'épuration ne sont pas capables de filtrer ces microfibres dans l'eau.